# ناروتو: مجلس النينجا 2
ناروتو: مجلس النينجا 2 (بالإنجليزية: Naruto Ninja Council 2) أو ناروتو: المجلس الكبير لأقوى النينجا 2 (ＮＡＲＵＴＯ－ナルト- 最強忍者大結集2 ناروتو: سايكيو نينجا دايكِشُّو 2) هي لعبة فيديو أكشن، أُصدرت لمنصة غيم بوي أدفانس وهي الإصدار الثاني في سلسلة ناروتو: مجلس النينجا. اللعبة مقتبسة من المانغا الشهيرة ناروتو للمؤلف ماساشي كيشيموتو وطورتها أسبيكت و‌تومي ونشرتها تومي و‌دي3 بابليشر.

## طريقة اللعب
ناروتو: مجلس النينجا 2 هي لعبة تمرير جانبي وعلى اللاعب التقدم من خلال مستويات ثنائية الأبعاد أثناء قتاله لأعداء من النينجا. تتنوع المستويات من أماكن الأنمي الأصلي مثل أكاغاهارا وملعب الاختبار الثالث وبعض الأماكن الجديدة كنظام الكهوف. واللاعب قادر على القفزة المزدوجة والانتقال عاليًا ومن الجوانب لبلوغ أماكن صعبة المنال في الوضع العادي. تتميز اللعبة أيضًا بمستويات خاصة حيث تتضاعف سرعة الشخصية ومطلوب منه الجري خلال المستوى بأكمله وتجميع رموز ورقة الشجر في وقت محدد. الشخصيات القابلة للعب هي ناروتو أوزوماكي و‌ساسوكي أوتشيها و‌ساكورا هارونو، ومن الممكن أيضًا إتاحة روك لي. اللاعب قادر على التبديل بين الشخصيات باستخدام الزناد الأيسر، ولكل منهم شريط حياة منفصل، مع ذلك عندما تلتقط شخصية باقة صحة، فإن الفريق كله يتأثر بها. مع ذلك في نقاط معينة اللعبة، اللاعب ليس قادرًا على التبديل إلى شخصية أو أكثر من الشخصيات، والتي تتسبب في مستوى صعوبة أكبر.
يتنفذ القتال عن طريق زر الهجوم باستمرار. يمكن تنفيذ التقنيات عن طريق تجميعة من أزرار الحركة والهجوم. كل شخصية (باستنثاء لي) تمتلك 3 مجموعات من التقنيات: ناروتو يمكنه استخدام تقنية الإغراء الخاصة به وتقنية الاستدعاء و«وابل الأوزوماكي». يستطيع ساسوكي استخدام عينه الشارينغان (写輪眼، حرفيًا "العين الناسخة الدوارة") و«وابل الأسود» وتشيدوري (千鳥، حرفيًا "ألف طائر"). تقنيات ساكورا هي زيادة السرعة ووابل «التشا!!» العادي والموقوت. يمكن امتلاك أدوات النينجا، ويمكن رميها باستخدام زر الهجوم. استخدام المخطوطات المتناثرة عبر المستويات ستتسبب في ظهور إحدى شخصيات الأنمي وتنفيذ إحدى تقنياته.

## الحبكة
مجلس النينجا مقتبسة من أحداث حلقات الأنمي ابتداءً من 22 وحتى 80، ولكنها تتميز بمهمة جديدة والتي تتطلب 3 من النينجا لتوصيل مخطوطة. يقوم أوروتشيمارو بسرقة المخطوطة وينطلق اللاعب محاولاً استعادتها وأثناء ذلك يكتشف أن أوروتشيمارو طلب المخطوطة لمراقبة ساسكي في المقام الأول.
تُحكَى قصة اللعبة عبر «مشاهد». في هذه المشاهد الشخصية التي تتحدث تظهر بصورة أكبر على الشاشة في حين أن الحوار يظهر على شكل نص أسفل الشاشة. تتميز اللعبة أيضًا بنظامي لعب جماعي ويمكن اللعب بها عبر كبل توصيل لعبة: الضد و‌التعاوني.

## الاستقبال
| استقبال |        |
| --- | ------ |
| مجموع النقاط المجموع نقاط ميتاكريتيك 55/100 [ 8 ] نتائج المراجعة نشرة نقاط فاميتسو 26/40 [ 9 ] غيم سباي [ 2 ] غيم زون 7.3/10 [ 7 ] آي جي إن 5/10 [ 3 ] نينتندو باور 5.5/10 [ 10 ] نينتندو ورلد ريبورت 6.5/10 [ 4 ] |        |
| مجموع النقاط |        |
| المجموع | نقاط   |
| ميتاكريتيك | 55/100 |
| نتائج المراجعة |        |
| نشرة | نقاط   |
| فاميتسو | 26/40  |
| غيم سباي | [ 2 ]  |
| غيم زون | 7.3/10 |
| آي جي إن | 5/10   |
| نينتندو باور | 5.5/10 |
| نينتندو ورلد ريبورت | 6.5/10 |

تلقت اللعبة مراجعات «مختلطة» وفقًا لموقع تجميع المراجعات ميتاكريتيك.

## وصلات خارجية
- ناروتو: مجلس النينجا 2 على موبي غيمز